# Средняя Первомайская улица
Сре́дняя Первома́йская у́лица — улица в Восточном административном округе города Москвы на территории районов Измайлово и Восточное Измайлово.

## История
Улица получила своё название 18 ноября 1949 года в честь праздника международной солидарности трудящихся 1 Мая; слово «Средняя» добавлено для отличия от Верхней и Нижней, между которыми она расположена.

## Расположение
Средняя Первомайская улица, являясь продолжением 10-й Парковой улицы, проходит от Измайловского бульвара на юг, поворачивает на юго-восток, пересекает 11-ю Парковую улицу, поворачивает на восток, пересекает 13-ю Парковую улицу и проходит до 15-й Парковой улицы. Участок от Измайловского бульвара до 11-й Парковой улицы расположен на территории района Измайлово, участок от 11-й Парковой улицы до 15-й Парковой улицы — на территории района Восточное Измайлово. Нумерация домов начинается от 10-й Парковой улицы.

## Транспорт

### Наземный транспорт
По Средней Первомайской улице не проходят маршруты наземного общественного транспорта. Севернее улицы параллельно ей проходит Измайловский бульвар, по которому проходят автобусы т51, 34, 634, 645, южнее — Первомайская улица, по которой проходят трамваи 11, 12, 34, автобусы 15, 34, 645, 664, 974, т22, н3.

### Метро
- Станция метро  Первомайская Арбатско-Покровской линии — западнее улицы, на пересечении 9-й Парковой улицы с Первомайской улицей и Измайловским бульваром